# Cyclopogon rimbachii
Cyclopogon rimbachii är en orkidéart som beskrevs av Rudolf Schlechter. Cyclopogon rimbachii ingår i släktet Cyclopogon, och familjen orkidéer. Inga underarter finns listade i Catalogue of Life.